# تقوی (آبیک)
تقوی (آبیک)، روستایی از توابع بخش مرکزی شهرستان آبیک در استان قزوین ایران است.

## جمعیت
این روستا در دهستان کوهپایه غربی قرار دارد و براساس سرشماری مرکز آمار ایران در سال ۱۳۸۵، جمعیت آن زیر سه خانوار بوده‌است.